# Slava Ukraini
"Hæder til Ukraine!" (ukrainsk: Слава Україні!, tr. Slava Ukrajini!) er en ukrainsk nationalhilsen, kendt som et symbol på ukrainsk suverænitet og modstand mod udenlandsk aggression. Det er Ukraines væbnede styrkers slagord og besvares ofte med "Hæder til heltene!" (Героям слава!, tr. Herojam slava!).
Forskellige udgaver af udtrykket opstod første gang i begyndelsen af 1900-tallet, da det blev populært blandt ukrainere under Den Ukrainske Uafhængighedskrig fra 1917 til 1921. Besvarelsen "Hæder til heltene!" dukkede først op under Den Ukrainske Uafhængighedskrig eller senere i 1920'erne blandt medlemmer af Det Ukrainske Nationalistforbund. I 1930'erne blev det udbredt som et slogan for Organisationen af ukrainske nationalister , såvel som ukrainske diasporagrupper og flygtningesamfund i Vesten under Den Kolde Krig. I Sovjetunionen blev vendingen forbudt[kilde mangler] og miskrediteret af sovjetiske og senere russiske myndigheder. Vendingen genopstod senere på ny i Ukraine under landets selvstændighedskamp i forbindelse med Sovjetunionens fald. Hilsenen oplevede en renæssance under Værdighedsrevolutionen 2014 og Den Russisk-Ukrainske Krig, hvor den blev et udbredt populært symbol i Ukraine.
Forårsaget af den igangværende russiske invasion af Ukraine i 2022 opnåede "Slava Ukrajini" stor verdensomspændende opmærksomhed. Det er blevet brugt i taler af ukrainske politikere som Præsident Volodymyr Zelenskyj foruden talrige udenlandske ledere.
Den fulde ordlyd er:
 
"Slava Ukrajini

Herojam slava

Slava natsii

Smert voroham"

## Historie

### Oprindelse
En lignende vending, "Hæder til Ukraine", er blevet brugt siden den fremtrædende ukrainske forfatter Taras Sjevtjenkos tid. I sit digt  Do Osnovjanenka («До Основ'яненка»; 1840, i udgaven af 1860) skrev Sjevtjenko:
| Citat | Vor tanke, vor sang Vi vil ej dø, ej forgå... Åh, mennsker, er hæder, Hæder til Ukraine! | Citat |
|       |                                                                                          |       |

I dramaet L'Hetman fra 1877 af den franske forfatter Paul Déroulède bruger hovedpersonen, Hétman Frol Gherasz, "Hæder til Ukraine!" (fransk: Gloire à l’Ukraine !) som en hilsen. Begivenhederne i dramaet finder sted under Khmelnytskijopstanden, hvilket indikerer, at den kan have været i brug i Det Kosakkiske Hetmanat (1649–1775).
Den første kendte omtale af sloganet "Hæder til Ukraine!" besvaret "Hæder overalt på jord!" (ukrainsk: По всій землі слава, Po vsij zemli slava) er i forbindelse med det ukrainske studentersamfund i slutningen af 1800-tallet tidligt i 1900-tallet i Kharkiv.

### Den Ukrainske Uafhængighedskrig og 2. Verdenskrig
Vendingen "Slava Ukrajini!" havde sin oprindelse i Den Ukrainske Uafhængighedskrig (fra 1917 til 1921). Den blev hyppigt brugt at ukrainske nationalister i 1920'erne og 1930'erne.